# Danuta Gellnerowa
Danuta Gellnerowa (Danuta Kornelia Gellner) (ur. 12 lutego 1920 we Lwowie, zm. 11 maja 2003 w Warszawie) – polska poetka, autorka książek dla dzieci. Matka poetki Doroty Gellner.

## Życiorys
Ukończyła w roku 1939 Gimnazjum i Liceum Ogólnokształcące o profilu humanistycznym w Stanisławowie. Jako poetka dla dzieci debiutowała w roku 1951 na łamach czasopisma Iskierki.
Przez wiele lat współpracowała z dziecięcymi czasopismami: Świerszczykiem (Świerszczyk-Iskierki) (w latach 1951–2002), Misiem (w latach 1959–2003), Płomyczkiem (lata 1960–1992), Ciuchcią (w latach 1995–1996) i Pentliczkiem (w latach 1996–1997) zamieszczając w nich ponad 500 utworów (wiersze, inscenizacje, teksty piosenek).
Piosenki z jej tekstami nadawane były przez Polskie Radio i śpiewane w programach telewizyjnych. W dorobku swoim ma również kilka słuchowisk radiowych nadawanych w latach pięćdziesiątych przez rozgłośnię radiową w Bydgoszczy. Debiutem książkowym były Opowieści starej sowy w 1960 r. Dziewięć książek opublikował Instytut Wydawniczy „Nasza Księgarnia” (Balony Jacka ukazały się również w przekładzie na język francuski, a Gdzie jesteś misiu – na francuski i hiszpański). Siedem pozycji zostało wydanych w postaci broszurowej (Wydawnictwa Ligi Ochrony Przyrody). Utwory Danuty Gellnerowej zamieszczane są w antologiach, podręcznikach, przewodnikach metodycznych dla nauczycieli i innych publikacjach wydawnictw edukacyjnych.

## Dzieła
Książki Danuty Gellnerowej:
- Opowieści starej sowy – ilustracje Irena Kuczborska, Instytut Wydawniczy Nasza Księgarnia, Warszawa 1960, wydanie I[4]
- W mieście – ilustracje Jerzy Karolak, Instytut Wydawniczy Nasza Księgarnia, Warszawa 1961, wydanie I[5]
- Balony Jacka – ilustracje Irena Kuczborska, Instytut Wydawniczy Nasza Księgarnia, Warszawa 1962, wydanie I[6]
- Malowana bajka – ilustracje Leopold Buczkowski, Biuro Wydawnicze Ruch, Warszawa 1962, wydanie I
- Kaczorkowe buty – ilustracje Waldemar Andrzejewski, Instytut Wydawniczy Nasza Księgarnia, Warszawa 1964, wydanie I[7]
- Gdzie jesteś, misiu? – ilustracje Hanna Czajkowska, Instytut Wydawniczy Nasza Księgarnia, Warszawa 1965, wydanie I[8][9][10]
- Polecimy w świat – ilustracje Hanna Krajnik, Instytut Wydawniczy Nasza Księgarnia, Warszawa 1967, wydanie I[11][12]
- Ourson, oú es-tu? – ilustracje Hanna Czajkowska, przekład Colette Vivier(inne języki), Éditions La Farandole(inne języki), Paryż 1968 – francuskie wydanie książki Gdzie jesteś, misiu?[13][14][15]
- Les ballons d’Olivier – ilustracje Irena Kuczborska, przekład Isabelle Jan, Éditions La Farandole(inne języki), Paryż 1968 – francuskie wydanie książki Balony Jacka[15][16]
- ¿Dónde está mi osito? – ilustracje Hanna Czajkowska, przekład Georgina Cuervo, Editorial Gente Nueva, Instituto Cubano del Libro, Hawana 1973, kubańskie wydanie książki Gdzie jesteś, misiu?[17]
- W mieście – ilustracje Anna Stylo-Ginter, Instytut Wydawniczy Nasza Księgarnia, Warszawa 1977, wydanie II poprawione[18][19]
- Polecimy w świat – ilustracje Bogusław Orliński, Instytut Wydawniczy Nasza Księgarnia, Warszawa 1978, wydanie II zmienione[20][21]
- Dzwonki – ilustracje Maria Mackiewicz, Zrzeszenie Księgarstwa, Warszawa 1986, wydanie I[22][23]
- Gdzie jesteś, misiu? – ilustracje Izabela Kowalska-Wieczorek, Instytut Wydawniczy Nasza Księgarnia, Warszawa 1991, wydanie III[24]
- W ptasiej stołówce – ilustracje Marian Nowiński, Instytut Wydawniczy Nasza Księgarnia, Warszawa 1991, wydanie I[25][26]
- Cukrowe Miasteczko – ilustracje Agnieszka Żelewska, Wydawnictwo Bajka, Warszawa 2013, wydanie I[27]

Książki wydane przez Wydawnictwo Ligi Ochrony Przygody:
- Co to jest przyroda? – ilustracje Maria Mackiewicz-Adamus[28],
- Zielone wierszyki – ilustracje Maria Mackiewicz
- Na łące – ilustracje Maria Mackiewicz[29],
- Skrzydlaci przyjaciele – ilustracje Maria Mackiewicz
- Koncert – ilustracje Maria Mackiewicz
- Przyroda wokół nas – ilustracje Maria Mackiewicz
- Jesienią w lesie – ilustracje Maria Mackiewicz

Wybrane piosenki z tekstami Danuty Gellnerowej:
- Ania i kluczyk – muzyka Marian Sawa
- Czuwaj, zuchu! – muzyka Marian Sawa
- Droga do szkoły – muzyka Franciszka Leszczyńska
- Jesienne rozmowy wiatru – muzyka Stanisław Marciniak
- Kupimy choinkę – muzyka Zbigniew Ciechan
- Lekcja rysunków – muzyka Andrzej Szymalski
- Nasza klasa – pierwsza klasa – muzyka Krystyna Kwiatkowska
- Piątki pyzate – muzyka Krzysztof Sadowski
- Szkolne podwórko – muzyka Franciszka Leszczyńska
- Zbudź się, rzeczko – muzyka Anna Buzuk
- Złota bajka – muzyka Krzysztof Sadowski
- Nasza piłka malowana – muzyka Ewa Jakubowska

Wybrane inscenizacje autorstwa Danuty Gellnerowej:
- Na Święto Babci – Miś nr 1 (1986)
- Bałwanki – Miś nr 1 (1998)
- Dzieci czwórka i laurka – Świerszczyk nr 9 (2002)

Antologie zawierające utwory Danuty Gellnerowej:
- Cztery Pory Roku – Wydawnictwo Podsiedlik-Raniowski i Spółka
- Bajki dla przedszkolaka – Wydawnictwo Podsiedlik-Raniowski i Spółka
- Teatrzyk Przedszkolaka – Wydawnictwo Podsiedlik-Raniowski i Spółka
- Księga domu – Wydawnictwo Podsiedlik-Raniowski i Spółka
- O mamie i tacie – Egmont Polska
- Szedł Czarodziej – Krajowa Agencja Wydawnicza Rzeszów
- Wiersze o lecie – Wydawnictwo Wilga
- Wiersze o zimie – Wydawnictwo Wilga

Inscenizacje zamieszczone w książce Teatrzyk przedszkolaka
- Wiosna i kwiatki
- Strojnisie
- Światła sygnalizatora
- Goście
- Nasza piłka

## Nagrody
- Książka Cukrowe miasteczko została wpisana w 2014 r. na Listę Skarbów Muzeum Książki Dziecięcej[31].